# Neville Brody
Neville Brody (* 23. dubna 1957, Londýn) je britský grafický designér, typograf a art director.
Neville Brody je absolventem London College Printing a Hornsey College of Art a je známý díky své práci pro magazín The Face (1981–1986) a magazín Arena (1987–1990), stejně jako svým podílem na přebalech alb umělců jako Depeche Mode nebo Cabaret Voltaire. V roce 1994 založil společnost Research Studios a je jedním ze zakládajících členů Fontworks. Nově je také vedoucím v oddělení Communication Art and Design na Royal College of Art.

## Raná léta a vzdělání
Neville Brody se narodil v Southgate v Londýně 23. dubna 1957. Navštěvoval Minchenden Grammar School a studoval A-Level Art, především z hlediska výtvarného umění. V roce 1975 Brody odešel, aby studoval kurz výtvarného umění na Hornsey College of Art, proslulé svým rozmachem v pozdních šedesátých letech, nyní součásti Middlesex University.
Na podzim roku 1976 začal Brody navštěvovat tříletý grafický bakalářský program na londýnské College of Printing. Jeho učitelé často odsuzovali jeho práci jako „nekomerční“ a kladli tvrdý důraz na bezpečné a vyzkoušené ekonomické strategie, které byly v protikladu vůči experimentování.
V roce 1977 začal mít na život v Londýně velmi silný vliv nastupující punk rock. Stal se Brodyho velkou motivací a hnací silou, nebyl ovšem dobře přijímán jeho kantory. Byl téměř vyloučen ze školy, při navrhování poštovní známky si dovolil přetočit královninu hlavu na bok. Získal ale šanci navrhovat plakáty na školní univerzitní koncerty pro kapely jako Pere Ubu.
Navzdory incidentu s poštovní známkou se Brody neinspiroval pouze energií punku. Jeho rané umělecké myšlenky nacházely podněty k tvorbě při porovnávání dadaismu a pop artu.

## 1980–1993
Zpočátku pracoval na přebalech pro hudební průmysl. Prosadil se ale až svým revolučním vizuálním pojetím na pozici Art Directora pro magazín The Face, který byl poprvé vydán v roce 1980. K dalším mezinárodním časopisům a novinám, pro které pracoval, lze zařadit City Limits, Lei, Per Lui, Actuel a Arena, radikálně nově pojal vedoucí britské noviny The Guardian a The Observer. Brody nastavil svojí experimentální a podnětnou prací hranice vizuální koumunikace ve všech médiích a svým vizionářským výtvarným výrazem rozšířil pohled na vizuální vnímání, které užíváme. V roce 1988 věnovalo nakladatelství Thames and Hudson první ze svých dvou nakladatelských počinů právě Nevillu Bordymu a tato publikace se stala světově nejprodávanější grafickou knihou. Její prodej převyšil již 120 000 kusů. Brodyho doprovodná výstava ve Victoria and Albert Museum přilákala 40 000 návštěvníků, pak putovala Evropou a zamířila do Japonska. Mezi nespočetné Brodyho projekty patřila spolupráce s Gerhardem Cohenem v roce 1989, s mladým švýcarským grafikem a typografem Cornelem Windlinem a práce na designu corporate identity pro Haus der Kulturen der Welt (Dům světové kultury) v Berlíně. Brody, Windlin a zaměstnanci Simon Staines, Giles Dunn a další navštívili Berlín ještě několikrát, výsledkem byla spolupráce s berlínským grafikem a typografem Koljou Grubeemr a umělkyní Ninou Fischerovou pro berlínský Dům světové kultury v následujících letech.

## 1994–současnost
Neville Brody stále pokračuje v práci jako grafický designér a společně s kolegou Fwa Richardsem založili v roce 1994 v Londýně vlastní grafické studio Research Studios. Od té doby otevřelo svoje pobočky ještě v Paříži, Berlíně a v Barceloně. Společnost je proslulá svojí schopností vytvářet vizuální jazyk pro široké využití od tvorby knih po film. Mimo jiné vytvářeli inovativní obaly a webdesign pro klienty jako Kenzo, jednotný vizuální styl pro klienty jako Homechoice, nebo úvodní spot pro Paramount Studios – tvůrce filmů jako Mission Impossible a mnoho dalších.
Nedávné projekty zahrnují redesign BBC ( v září 2011) a The Times (v listopadu 2006), ten obsahoval i tvorbu nového fontu Times Modern. Design tohoto písma sdílí mnoho podobností s fontem Mercury, který navrhl typograf Jonathan Hoefler. Jednalo se o první nově vytvořený font pro tyto noviny od roku 1932, kdy vznikl Times New Roman.
Společnost také vytvořila vizuální styl pro známou pařížskou výstavu současného umění Nuit Blanche v roce 2006.
V roce 2004 bylo Research Studios požádáno, aby pomohlo firmě Dom Pérignon, výrobci šampaňského vína, s jejich novou vizuální strategií. Tento nový vizuál byl vytvořen v roce 2007. Sesterská společnost Research Studios – Research Publishing produkuje a publikuje multimediální díla mladých umělců. Primárně se zaměřuje na konferenci a čtvrtletní fórum FUSE, které se věnuje experimentální typografii a komunikaci. Publikačně se blíží dvacátému vydání (za pouhých deset let svého působení). Tři z konferencí FUSE proběhly v Londýně, San Franciscu a Berlíně. Tato setkání umožňují dialog mluvčích z oblasti designu, architektury, zvuku, filmu, interaktivního designu a webdesignu.

## Typografie
Byl jedním ze zakládajících členů písmolijny FontShop v Londýně a navrhoval pro ni množství fontů. Je také částečně zodpovědný za podněcování projektu FUSE jako vlivné fúze mezi magazínem, grafickým designem a typografickým designem. Každé vydání obsahuje články spojené s typografií, čtyři nová typografická loga, která jsou nějakým způsobem unikátní a revoluční, a čtyři plakáty navrhované typografem, který obvykle použil trochu více než jen font. V roce 1990 založil společně s Erikem Spikermannem největší typografickou knihovnu FontFont.
Z jím navržených fontů stojí za zmínku nově vytvořené logo pro The Times – Times Modern, New Deal – použitý pro propagaci a titulky filmu Public Enemies a také font Industria.